# Anomalothir furcillatus
Anomalothir furcillatus är en kräftdjursart som först beskrevs av William Stimpson 1871.  Anomalothir furcillatus ingår i släktet Anomalothir och familjen Inachidae. Inga underarter finns listade i Catalogue of Life.